# 燒掉的回憶
《燒掉的回憶》（英語：Picture to Burn）是美国創作歌手泰勒絲的一首歌曲。歌曲由泰勒絲和利茲·羅斯共同创作，由内森·查普曼制作。由於演唱會聽眾的熱烈反響，《燒掉的回憶》于2008年2月3日由大機器唱片及聯眾唱片作为泰勒絲同名录音室专辑的第4张单曲发行。歌曲的創作靈感源於泰勒絲從未與之正式建立戀愛關係的高中前男友喬丹·阿尔福德，歌曲諷刺了阿尔福德自戀的個性。音樂上，這首歌曲的曲風是鄉村搖滾，使用了吉他、班卓琴和爵士鼓作伴奏，其歌詞與燒掉前男友的照片相關。
歌曲发行后收获了乐评的好评，乐评称赞了歌曲傳達的女權主義。商业上，歌曲在美国《告示牌》百强单曲榜最高排第28名，在鄉村榜上則最高排位第3。歌曲已被美國唱片業協會认证为白金唱片。在加拿大，歌曲進入了榜單前50，並被認證為金唱片。歌曲的音樂錄影帶由特里·范乔伊导演。錄影帶展示了泰勒絲幻想在發現男友出軌後進行復仇。錄影帶使用了烟火制造术。泰勒絲曾多次现场表演了歌曲，在作为其他乡村艺人的巡演开场表演时，泰勒絲经常演唱这首歌曲。此外，斯威夫特在个人的第一场巡回演唱会無懼的愛巡迴演唱會也演唱了这首歌曲。

## 曲目列表
- 數位下載[4]

1. "Picture to Burn" (Alternate Version) – 3:00

- CD單曲[5]

1. "Picture to Burn" (Radio Edit) – 2:54
2. "Picture to Burn" (Video) – 3:05

## 榜單成績與銷售認證
| 榜单（2008年）                   | 最高 排位 |
| -------------------------------- | --------- |
| 加拿大（Canadian Hot 100）       | 48        |
| 美国（《告示牌》百大單曲榜）     | 28        |
| 美國（《告示牌》热门乡村歌曲榜） | 3         |

| 地區                                  | 认证     | 认证单位/销量 |
| ------------------------------------- | -------- | ------------- |
| 加拿大（加拿大音乐协会）              | 金       | 0*            |
| 美国（美國唱片業協會）                | 2× 白金† | 1,600,000     |
| *僅含認證的實際銷量 ^僅含認證的出貨量 |          |               |

### 年終榜單
| 榜單（2008年）                   | 排位 |
| -------------------------------- | ---- |
| 美國（《告示牌》熱門鄉村歌曲榜） | 31   |

## 外部連結
- 歌曲音乐录像带 （页面存档备份，存于）
- 泰勒·斯威夫特官方网站歌词